# Julia Ann
Julia Ann (ur. 8 października 1969 w Los Angeles) – amerykańska aktorka filmów pornograficznych, a także striptizerka. W 2004 została wpisana na Ścianę sław Adult Video News. Była ulubienicą miesiąca włoskiej i hiszpańskiej edycji „Penthouse”. Wieloletnia członkini People for the Ethical Treatment of Animals (PETA).

## Życiorys

### Wczesne lata
Urodziła się w Los Angeles w rodzinie pochodzenia włoskiego. Jej dziadek pochodził z Turynu. Dorastała wokół zwierząt. Uczyła się gry na fortepianie i pływała. W wieku 17 lat zamieszkała w Los Angeles ze swoją babcią.

### Kariera
Kiedy ukończyła 18 lat podjęła pracę jako fotomodelka. Po ukończeniu szkoły była profesjonalną zapaśniczką walk w błocie w Hollywood. Następnie pracowała jako striptizerka w jednym z klubów nocnych w Los Angeles. W klubie poznała Janine Lindemulder, z którą wystąpiła w przedstawieniu rozbieranym Blondage. Po jego sukcesie Julią zaczęli się interesować ludzie związani z przemysłem pornograficznym.
W 1993 roku zadebiutowała w filmie Ukryta Obsesja (Hidden Obsessions). W filmie Ann wystąpiła wraz Lindemulder w wielu scenach lesbijskich. Wkrótce po filmie otrzymywała sporadyczne role, dopóki nie podpisała kontraktu z wytwórnią Vivid Entertainment. W trakcie współpracy z Vivid, Ann kontynuowała prace wraz Lindemulder, z którą wystąpiła w wielu filmach, w tym m.in. filmowej "Blondage". W 1999 podpisała umowę z Digital Playground, a w 2002 roku przeszła do Wicked Pictures. 28 czerwca 2007 roku wystąpiła w pierwszym filmie dla nowej wytwórni, którą jest Naughty America. Od 2008 roku wraz z Inari Vachs prowadzi program Naughty Amateur Home Videos nadawany w telewizji Playboy TV.
W latach 2011–2019 pracowała dla Kink.com, biorąc udział w scenach sadomasochistycznych, takimi jak uległość, głębokie gardło, rimming, cunnilingus, kobieca ejakulacja, fisting analny i pochwowy, pegging, wytrysk na twarz, plucie i bicie. Były to serie Divine Bitches, Everything Butt, Foot Worship, Sex and Submission czy Whipped Ass z Markiem Davisem, Johnem Strongiem, Loganem Pierce, Corbinem Dallassem, Tonym Orlando, Bobbi Starr, Indią Summer, Missy Minks, Akirą Raine, Sofią Lauryn, Gia DiMarco, Elizą Jane, Ivy Lebelle, Avi Love i Jenną Foxx.
W listopadzie 2012 zajęła trzecie miejsce w rankingu „Brudne i piękne: Najpiękniejsze aktorki porno” (Sucias y hermosas: Las más lindas del porno), ogłoszonym przez hiszpański portal 20minutos.es.
W 1998 była związana z aktorem porno Juliánem Ríosem. 21 czerwca 2003 roku poślubiła reżysera Michaela Ravena, jednak w 2007 doszło do rozwodu. W swoim życiu Ann przeszła zabieg powiększania piersi, labioplastyki oraz rhinoplastyki (operacji nosa, którą wykonano po tym, jak koń złamał Ann nos).
Od 2007 zajęła się projektowaniem kostiumów.
Wystąpiła w programach telewizyjnych takich jak Rozmowy nocą (Night Calls, 1995–2007), Vs. (1999) czy The Man Show (1999), i filmach dokumentalnych, w tym The Secret Lives of Adult Stars (2004) Douga Jacobsona, Naked Ambition: An R Rated Look at an X Rated Industry (2009) Michaela Grecco czy X-Rated: The Greatest Adult Movies of All Time (2015) Bryna Pryora. W 2013 roku wzięła udział w światowej reklamie CougarLife.com, gdzie starsze kobiety tworzą „parę” z młodszymi mężczyznami.
W styczniu 2023 została wprowadzona do alei sław Brazzers Hall of Fame.

## Nagrody
| Rok  | Nagroda    | Kategoria                               | Film                                     | Inni wykonawcy                |
| ---- | ---------- | --------------------------------------- | ---------------------------------------- | ----------------------------- |
| 1994 | AVN Award  | Najlepsza scena samych dziewczyn – film | Hidden Obsessions (1992)                 | Janine Lindemulder            |
| 1994 | XRCO Award | Najlepsza scena samych dziewczyn        | Hidden Obsessions (1992)                 | Janine Lindemulder            |
| 2000 | AVN Award  | Najlepsza scena samych dziewczyn        | Seven Deadly Sins (1999)                 | Janine Lindemulder            |
| 2004 | AVN Award  | Najlepsza aktorka – wideo               | Beautiful (2003)                         | –                             |
| 2004 | AVN Award  | AVN Hall of Fame Inductee               | –                                        | –                             |
| 2009 | XRCO Award | MILF roku                               | –                                        | –                             |
| 2010 | AVN Award  | Najlepsza charakteryzacja               | The 8th Day (2009)                       | Nicki Hunter                  |
| 2010 | AVN Award  | MILF/Kugurzyca roku                     | –                                        | –                             |
| 2011 | XRCO Award | MILF roku                               | –                                        | –                             |
| 2011 | AVN Award  | MILF/Kugurzyca roku                     | –                                        | –                             |
| 2012 | XRCO Award | XRCO Hall of Fame                       | –                                        | –                             |
| 2013 | AVN Award  | MILF/Kugurzyca roku                     | –                                        | –                             |
| 2015 | AVN Award  | Nagroda fanów: Najgorętsza MILF         | –                                        | –                             |
| 2015 | Nightmoves | Nightmoves Hall of Fame                 | –                                        | –                             |
| 2017 | AVN Award  | Gwiazda roku w głównym nurcie           | –                                        | –                             |
| 2021 | AVN Award  | Najbardziej oburzająca scena seksu      | Ministry Of Evil 3: Threesome Nun (2019) | Victoria Voxxx i Steve Holmes |